# Lucien Arbaud
 (janvier 2018).
Lucien Arbaud, né le 1er décembre 1930 à Alger et mort le 4 mai 2009 à Arles, est un artiste-peintre français .
Après des études aux Beaux-Arts d'Alger, Lyon et Paris, il obtient un professorat d'arts appliqués et enseigne à Strasbourg, Lyon et Nîmes.
Après avoir obtenu en 1956, le Grand Prix de la ville d'Alger, il intègre des expositions de groupe : Salon d'automne, les Maîtres contemporains à Lyon (Galerie Malaval), Paris et Vénasque.
Ses œuvres exposées en Suisse (Lausanne, Bursin, Rolle), aux Baux-de-Provence (de 1985 à 2005), à Saint-Rémy et à Fontvieille.[réf. nécessaire]